# Leone Caetani
Leone Caetani, hertig av Sermoneta, född 12 september 1869 och död 25 december 1935, var en italiensk islamforskare.
Caetani har bland annat utgett Annali dell'islam 1–10 (1905–26), vars fram till 1930 utkomna delar omfattar tiden till 665 e. Kr. Verket är stort anlagt, och traditionerna om Muhammeds liv och den äldsta islam ägnas ett ingående studium. Caetani skrev även den populärvetenskapliga Studi di storia orientale 1-3 (1911–14) med samma ämne.